# 费潘站
费潘站是法国的一个铁路车站，位于法国东北部市镇费潘（Fépin）。

## 位置
费潘站位于费潘城区的南部。车站大致呈东南-西北走向，两侧均可进入车站。

## 车站概况
费潘站是一个小型的乘降所，没有任何售票服务及设施，乘客需上车后主动购票或使用通勤卡。
费潘站站内没有地下通道或天桥，前往对向站台的乘客需跨越铁路正线，因此该站存在一定的安全隐患。

## 停靠线路
以下列车线路在费潘站停靠：
| 费潘站列车线路表       |              |        |           |              |
| 线路                   | 车种         | 上一站 | 下一站    | 大致运行频率 |
| 沙勒维尔-梅济耶尔—济韦 | 法国大区列车 | 艾布   | 维勒-莫朗 | 每天5~9趟    |
| 1.                     |              |        |           |              |

## 配套交通

### 大巴车
费潘站暂无对应的大巴车上下车地点。

### 市内交通
费潘站附近暂无城市公共交通服务。

## 临近车站
| 费潘站（Gare de Fépin）        |                  |             |
| 上行车站                       | 线路             | 下行车站    |
| 艾布站                         | 苏瓦松－济韦铁路 | 维勒-莫朗站 |
| - 本表仅显示运营中的线路及车站 |                  |             |